# Марин Руис, Хоакин Хосе
Хоакин Хосе Марин Руис (исп. Joaquín José Marín Ruiz; родился 24 сентября 1989 года, Фернан-Нуньес, Испания), более известный как Кини (исп. Quini) — испанский футболист, правый защитник греческого клуба «Олимпиакос».

## Карьера
Начал карьеру в любительских региональных лигах Андалусии, играл на позиции нападающего. В сезоне 2010/11 выступал в Терсере за клуб «Антекера», переместившись на позицию вингера. В следующем году перешёл в «Лусену», за которую играл в Сегунде B. Дебютировал 20 августа в домашнем матче против «Эсихи». Первый гол забил 18 сентября в ворота «Бадахоса».
12 июня 2012 года присоединился к «Реал Мадрид Кастилья», подписав двухлетний контракт. Дебютировал 25 августа в домашней игре с «Барселона Атлетик», заменив на 80-й минуте Хуанфрана Морено. В следующем сезоне Маноло Диас перевёл игрока на позицию правого защитника. Единственный гол за команду забил 10 мая 2014 года в ворота «Жироны».
11 июня 2014 года подписал трёхлетний контракт с клубом Ла Лиги «Райо Вальекано». Дебютировал 25 августа в домашнем матче против «Атлетико Мадрид», выйдя в стартовом составе. В следующем сезоне клуб на одно очко отстал от 17-го места и вылетел в Сегунду. 20 августа 2016 года провёл свой 50-й матч за клуб.
28 июня 2017 года на правах свободного агента перешёл в другой клуб Сегунды «Гранада», подписав трёхлетний контракт. Дебютировал 1 октября в гостевой игре с «Алькорконом», заменив на 89-й минуте Дарвина Мачиса. Первым голом отметился 24 марта 2019 года, забив мяч ударом с лёта в ворота «Лас-Пальмаса» и сравняв счёт (1:1). В том сезоне вместе с клубом занял второе место и получил повышение.
23 августа провёл свой 50-й матч за клуб. Большую часть сезона 2019/20 пропустил из-за травмы колена. В том сезоне клуб занял 7-е место и получил путёвку во второй квалификационный раунд Лиги Европы. Отбор «Гранада» прошла, а в группе с ПСВ, ПАОКом и «Омонией» заняла второе место и вышла в плей-офф, где дошла до четвертьфинала, в котором вылетела от «Манчестер Юнайтед». Однако Кини в еврокубках не провёл ни матча. 28 февраля провёл свой 100-й матч за клуб. 17 апреля провёл свой 100-й матч в Ла Лиге. На следующий год после еврокубкового триумфа «Гранада» заняла 18-е место и вылетела во второй дивизион, который с ходу смогла выиграть. Этот титул стал первым в карьере 33-летнего игрока.
В июле 2023 года на правах свободного агента перешёл в клуб греческой Суперлиги «Олимпиакос». В чемпионате дебютировал 20 августа в домашней встрече с «Пансерраикосом», заменив в перерыве Рамона. Первый гол забил спустя неделю в ворота «Атромитоса». В еврокубках дебютировал 10 августа в матче третьего квалификационного раунда Лиги Европы против «Генка». Вместе с клубом квалифицировался в групповой этап. В группе с «Вест Хэм Юнайтед», «Фрайбургом» и ТСЦ «Олимпиакос» занял третье место и вышел в плей-офф Лиги конференций. В ней он дошёл до финала, где одержал победу над «Фиорентиной» и выиграл первый европейский клубный трофей в истории Греции. В победном финале Кини на 91-й минуте заменил Франсиско Ортегу. Для 34-летнего игрока кубок стал первым международным трофеем в карьере.

## Достижения

### «Гранада»
- Победитель Сегунды: 2022/23

### «Олимпиакос»
- Победитель Лиги конференций: 2023/24